# 不可思议的生物
《不可思议的生物》，又译作「不可能的生物」、「怪兽岛」，是一款2003年发布的即时战略游戏，由遗迹娱乐和微软游戏工作室共同研发。这款游戏的独特之处在于，游戏中所使用的动物全部都是由玩家创造的。游戏中的军队由九种生物构成；每一种都是任意两种动物的组合，而游戏共提供了76种动物供玩家选择。许多动物都拥有各自独特的能力，为游戏增添了更多的战略意味。玩家可以进行单人游戏或多人联机游戏，并可以选择不同的游戏模式、插件、自定义地图、MOD或者体验剧情。
游戏发行之后，发开商又发布了可免费下载的资料片《昆虫入侵》，增加了许多新的生物和能力。最后一次的官方扩展包发布于2004年。遗迹娱乐表示他们已停止对这款游戏的开发。

## 游戏设计

### 战役模式
该模式由15个各不相同的任务组成，场景遍布Variatas这座南太平洋群岛的各个角落，带领玩家领略不同的自然风光，从丛林到沙漠，甚至还有极地冰原。而游戏的主角，Rex Chance，将不断搜集各种动物的DNA，让他的怪物大军越来越强大。更多细节请见下文“游戏背景”。

### 多人模式
游戏提供有三种多人游戏模式，最多允许六名玩家一起游戏。在“摧毁敌方实验室”模式下，第一个成功摧毁对方主实验室的玩家将成为胜者。资料片昆虫入侵令玩家可以建造一个防卫实验室，这个建筑每秒消耗35点电能。在“摧毁敌方基地”模式下，胜者需要摧毁敌方所有的建筑，包括实验室。在“狩猎Rex”模式下，每一个玩家在游戏开始时都会获得一个特殊单位，Rex Chance。玩家必须击杀其他玩家麾下的Rex才能取得胜利。由于微软关闭了服务器，因此现在玩家已无法再进行线上多人游戏，不过仍可以进行局域网多人游戏。到2009年8月8日，第三方Dengus恢复了在线服务。可后来Dengus关闭了线上游戏服务，没人知道为什么。

## 游戏背景
Eric Chanikov博士是世界上最聪明的天才科学家之一。可他一次失败的实验导致了通古斯大爆炸（Tunguska Event），并令他丧失了爱妻。从此他便开始了在遥远岛屿的自我流放之旅。在那里，他发明了西格玛技术（Sigma Technology），这项技术可以将两种动物融合成一个有机体。但他的研究报告被社会和主流学界忽视了。
到1937年，感受到了死亡的召唤，Chanikov寄了一封信给他的儿子，Rex，请求他过来拜访自己这个父亲。Rex，全名Rex Chance，是个饱受屈辱的战地记者，闻讯便赶赴了父亲所在的群岛。可在那里，他发现自己的父亲惨死在了邪恶将军Upton Julius手中，他发誓要为父亲报仇雪恨。Chanikov的助手，女博士Lucy Willing帮助他、教会他掌握了西格玛技术，同时还告诉了他有关他亲人的过去。当他花费越来越多的时间钻研西格玛技术时，他也发掘出了属于自己的潜力。这些能力令他堪比超人，他甚至可以和那些用西格玛技术制造出的怪物并肩战斗。
Lucy和Rex的研究进展缓慢，复仇之路屡屡遭到Julius的手下阻碍：喜欢缓慢但强壮的西格玛生物的捕鲸船长Whitey Hooten，擅长空中战的神经质贵族Velika la Pette，以及Dr. Ganglion，这个疯狂科学家创造的生灵实为可憎。
在游戏的最后，邪恶的将军Julius被击溃。而Rex为何会拥有那些能力的原因也揭晓：他自身也是西格玛技术的造物，是人类和上千种动物融合而成的生命。随着游戏剧情的结束，Rex展示出了西格玛造物的共同特征，瞳孔消失。

## 游戏角色

### Rex Chance
Rex Chance是游戏的主角，一个著名的战地记者。在西班牙内战期间，他打破了战地记者不“干预”的铁则，因此他一回到美国就被解雇了。十年如一日，他追寻着报纸和信件上的线索寻觅着他的父亲，Dr. Eric Chanikov。Chance发现他的父亲是西格玛项目的首席科学家——而这项技术能组合不同动物的DNA，制造怪物。而Upton Julius，游戏的最终BOSS，不明缘由地在Variatas群岛上无情追捕Rex。在战役模式中，Rex见识了西格玛技术的惊奇和恐怖，认为这项技术对人类来说太过于强大了。和Lucy争执后，他说服她一起抹去西格玛技术的痕迹，以免它流传于世。Rex Chance最后发现自己也是西格玛技术的造物，明白了为什么Julius一直想要活捉自己。
Rex是一个可供玩家操纵的角色，在游戏中负责搜集动物的DNA，用于制造属于他自己的西格玛造物军队。
Rex的配音员是Lee Tockar。

### Dr. Lucy Willing
年轻貌美聪慧的科学家Lucy Willing和Dr. Chanikov一同致力于西格玛技术的研究，但当她发现Upton Julius的计划是利用这项技术争霸世界后，就被辞退了。救下Rex一命后，她协助Rex一起对抗Julius的军团。她和Rex驾驶“飞行列车”（即“实验室”）走遍了Variatas的群岛。游戏中某一关最开始，Lucy被一头如鲸般巨大、但长相一点也不像鲸的猩猩-鲸西格玛造物掳走。Rex救下她时两人拥抱在了一起。
Lucy也是一名可操纵的角色，但不会搜集动物DNA。她可以研究各种建筑物，并让玩家能够建造更多种建筑，并破坏敌方的建筑。
Lucy的配音员是Kathleen Barr。

### Upton Julius
千万富翁Julius是Dr. Chanikov的合作伙伴，但西格玛项目没进行多久，他就决定要窃取这项技术、并创造出一支怪物大军统治世界。他是游戏的最终BOSS，从始至终企图活捉Rex Chance，探寻人类-动物混血的秘密。在游戏的最后，被Rex打败后的他大概是被自己手下的怪物杀死了。
Upton的配音员是David Kaye。

### Whitey Hooten
捕鲸船船长Whitey Hooten，手下的怪物多是靠蛮力近战的类型。他是个出了名的急性子，经常训斥和虐待心腹。他的根据地建立在群岛的极地冰原地区，也是Lucy和Rex面临的第一个难关。Hooten最终被击败，并随他的船一起淹没在了冰层下的大洋之中。
Whitey的配音员是Lee Tockar。

### Velika La Pette
Velika La Pette是一个鸟类学者，也是Rex和Lucy遭遇的第二个对手。她喜欢创造飞行的怪兽，并试图通过绑架当地居民阻碍Rex的发展。她是Upton Julius的爱人，是“宝座背后的力量（true power behind the throne）”。她有法国口音，出行时常使用旋翼机。当实验室被摧毁，Velika驾驶旋翼机逃走。可机器故障，冒着浓浓黑烟坠向了大海——这也是人们最后一次看到她了。她很是享受那些用怪物制作的皮草。
Velika的配音员是Kathleen Barr。

### Dr. Otis Ganglion
Dr. Ganglion是个疯狂危险的兽医，同时也是Upton Julius的左右手。他制造过许多奇形怪状的生物出售给美国的怪胎秀。他甚至用西格玛技术对人类和动物做过许多实验，以作“练习”。这些实验都是Dr. Chanikov不愿意经手的。在游戏的最后，他被一台巨型风扇卷起狠狠砸在的墙上。他的名字取自“神经节”（ganglion）。
Otis的配音员是Lee Tockar。

### Dr. Eric Chanikov
Eric Chanikov是西格玛技术的主要发明者，也是主角Rex Chance的父亲，Lucy Willing形容他是一个“和蔼睿智”的人。在游戏开始之前，Chanikov、Dr. Lucy Willing和Upton Julius都一同致力于西格玛项目的研究。不幸的是，Julius在Rex和Lucy发现之前谋杀了Chanikov。他和姓氏和儿子不同，这是因为Rex要在美国生活，便把自己的名字翻译成了英文。
Eric的配音员是Lee Tockar。

## 发展
玩家需要控制Rex狩猎并采集各种动物的DNA。这项功能只在单人游戏时可用；而在多人游戏中，所有动物都在一开始就解锁了。

## 动物
| - 蚂蚁 - 射水鱼 - 犰狳 - 狒狒 - 蝙蝠 - 牛 - 骆驼 - 变色龙 - 印度豹 - 黑猩猩 - 郊狼 - 鳄鱼 - 蜻蜓 - 鹰 - 电鳗 - 大象 - 长颈鹿 | - 大猩猩 - 大白鲨 - 灰熊 - 双髻鲨 - 河马 - 大黄蜂 - 鬣狗 - 虎鲸 - 科莫多巨蜥 - 旅鼠 - 狮 - 龙虾 - 美洲狮 - 麝牛 - 黑豹 - 锯脂鲤 - 箭毒蛙 | - 北极熊 - 豪猪 - 螳螂 - 羊 - 鼠 - 犀牛 - 蝎子 - 臭鼬 - 鳄龟 - 雪鸮 - 抹香鲸 - 眼镜蛇 - 虎 - 秃鹫 - 狼 - 狼獾 - 斑马 |

### 奖励动物
（珍藏版或free downloadable unlocker）
| - 海豚 - 鳄雀鳝 - 马 - 袋鼠 | - 麋鹿 - 响尾蛇 - 乌鸦 | - 海象 - 疣猪 - 猛犸象 |

### 昆虫入侵
（珍藏版或free downloadable unlocker）
| - 蟒蛇 - 巨兽 - 黑寡妇 - 庞巴迪甲虫 - 蟑螂 | - 秃鹰 - 萤火虫 - 花园蜘蛛 - 巨型食蚁兽 - 大力士甲虫 | - 蝽 - 狼蛛 - 白蚁 - 竹节虫 - 胡蜂 |

## 配音演员
- Lee Tockar - Rex Chance, Whitey Hooten, Dr. Ganglion, Dr. Chanikov
- Kathleen Barr - Lucy Willing, Velika La Pette
- David Kaye - Upton Julius, Henchmen
- Samuel Vincent - Villagers